# Sali Berisha
Sali Ram Berisha (Viçidol, 15 oktober 1944) is een Albanees cardioloog en politicus. Hij werd in april 2021 herkozen als lid van het parlement voor de Democratische Partij. Berisha was president van Albanië van 1992 tot 1997 en minister-president van 2005 tot 2013. 

## Jeugd
Berisha is geboren in Viçidol, een dorp in de gemeente Tropojë dicht bij de Kosovaarse grens, in het gelijknamige bergachtige district in het noordoosten. Hij studeerde geneeskunde aan de Universiteit van Tirana en studeerde af in 1967. Na geavanceerde studies in Parijs in de jaren 80, voerde hij een onderzoeksprogramma over hemodynamiek uit. In 1968 werd hij tot lid verkozen van het Europese Comité voor Onderzoek naar Medische Wetenschappen. Als lid van de communistische Albanese Partij van de Arbeid had hij de partijorganisatie geleid in de cardiologische kliniek van het ziekenhuis, want in het totalitaire Albanië werd alles, ook een onderwijsinstelling, aangestuurd door de communistische partij. Berisha onderwees ook geneeskunde aan de Universiteit van Tirana (1980 - 1990), publiceerde studieboeken, handboeken en artikelen over cardiologie, nationaal en internationaal. Hij heeft de wetenschappelijke titel 'hoogleraar dokter'. Hij heeft als hartchirurg en hoogleraar bij de cardiologische kliniek in Tirana gewerkt en was de lijfarts van dictator Enver Hoxha.

## Val van het communisme
De politieke carrière van Berisha begon in 1989 met zijn eis om de politieke controle te verminderen op artikelen die hij in de lokale pers had geschreven. Berisha was lid van de Albanese Partij van de Arbeid. Toen hij zich realiseerde dat het communisme in Albanië viel, wisselde hij van kamp. Berisha veroordeelde een studentenstaking aan de Universiteit van Tirana maar later steunde hij deze. Binnen dagen draaide de politiek. Hij voerde druk uit op de overheid om de oprichting van nieuwe politieke partijen in Albanië toe te staan. De Democratische Partij van Albanië werd in dezelfde maand opgericht door studenten en intellectuelen en in 1991 werd Berisha verkozen als voorzitter. De eerste voorzitter van de Democratische Partij was Azem Hajdari, eerste vriend toen vijand van Berisha. Hij is verkozen tot lid van het parlement van Albanië in 1991, 1992. 1997 en 2001 van het pro-democratische kiesdistrict Kavajë.

## Politieke loopbaan
Bij de eerste vrije verkiezingen van Albanië in maart 1992, na een jaar van grote onrust,  won de Democratische Partij meer dan 66% van de stemmen. De communistische president Ramiz Alia trad af. Aansluitend werd Berisha op 9 april verkozen tot President van de Republiek. Zijn kabinet, onder minister-president Aleksander Meksi omhelsde vrij marktbeleid met inbegrip van handelsliberalisering en privatisering van staatsbezit. 
Op het politieke gebied werd hij gezien als steeds meer onderdrukkend vanwege het aansporen van de arrestatie en het veroordelen van oppositieleider Fatos Nano. In november 1994 verloor Berisha een constitutioneel referendum wat hem meer bevoegdheden zou hebben gegeven.
In 1997 klapte de economie van Albanië in elkaar door 
ponzifraude. Door massale deelname aan piramidespelen, in de hoop snel rijk te worden, verloor in korte tijd de helft van de bevolking zijn spaargeld. Er brak een chaotische periode aan van onrust en geweld, waarbij velen op de vlucht sloegen. Na maandenlang verzet trad Berisha af en kwamen de voormalige communisten weer aan de macht.
Na een oppositieperiode keerde hij in 2005 terug als minister-president, want intussen was het uitvoerend presidentschap omgezet in een parlementair stelsel. In 2009 won hij een nieuwe termijn, uniek in de post-communistische periode. Maar hij beschikte over de helft van de zetels en moest wel een coalitie vormen met de partij van Ilir Meta. Tijdens zijn premierschap trad Albanië in 2009 toe tot de NAVO. In 2013 verloren de Democraten de verkiezingen, waarna Berisha het partijleiderschap neerlegde. Wel bleef hij parlementslid.
In mei 2021 weigerde het Amerikaanse ministerie van buitenlandse zaken Berisha en zijn familie een inreisvisum. De oud-premier werd beschuldigd van corruptie, zonder dat de beschuldiging werd onderbouwd.